# Нить
Нить — гибкий, тонкий и продолговатый объект, чья длина значительно превосходит толщину (ср. галактическая или тычиночная нить). Естественными аналогами нити являются волос или паутина, которые, впрочем, могут служить материалом для создания нити (шерстяной или шёлковой).

## Термин
При переводе с других языков понятие «нить» иногда сближают с понятием «струна» (тар), однако нить не издаёт звуков и акцентирует смысловой момент связи (см. нить накала, хирургический шовный материал) и натяжения (зубная нить). В математической физике под струной понимают гибкую упругую нить. Эти аспекты заключены в символике белой и красной нитей. Идиома «шито белыми нитками» обычно подразумевает сомнительную последовательность, натянутость и фальсификацию, тогда как «проходить красной нитью» означает демонстрировать внутреннее единство. Благодаря мифологическому образу нити Ариадны (следуя которой, мифологический Тезей смог выбраться из лабиринта Минотавра) нить может обретать значение путеводителя (путеводная нить). Образ нити также тесно связан с мойрами.
Саму по себе нить также возможно рассматривать как текстильный материал, имеющий волокнистую структуру (нитки, пряжа), а также как шовный хирургический материал, элемент косметологического лифтинга (мезонити).